# Lycée Anna-de-Noailles (Évian-les-Bains)
Le lycée Anna-de-Noailles est un lycée général, technologique et professionnel, situé à Évian-les-Bains, en France.

## Enseignement
Le lycée Anna-de-Noailles est un établissement polyvalent qui dispense des cours allant de la seconde à la terminale, pour l’obtention du baccalauréat général ou d'un baccalauréat technologique de STMG, ainsi qu'un baccalauréat professionnel métiers du commerce et de la vente et un Brevet de technicien supérieur - Tourisme.

## Classement du lycée
Le Ministère de l'Éducation nationale publie pour chaque établissement les résultats des Indicateurs de valeur ajoutée des lycées (IVAL),. Pour le lycée général et technologique, en 2024, « 95 % des 269 élèves présents au baccalauréat ont obtenu leur diplôme » (taux de réussite attendu 97 %), 58 % d'entre-eux ont obtenu leur diplôme avec mention, bien que le taux attendu était de 67 %. Par ailleurs, « le taux d'accès de la seconde au baccalauréat constaté est inférieur de 5 points au taux attendu », soit 82 % au lieu de 87 %. Pour le lycée professionnel, « 81% des 26 élèves présents au baccalauréat ont obtenu leur diplôme », (taux de réussite attendu 94 %), 54 % d'entre-eux ont obtenu leur diplôme avec mention, bien que le taux attendu était de 68 %. « Le taux d'accès de la seconde au baccalauréat constaté est inférieur de 3 points », soit 68 % au lieu de 71 %.
Selon le classement établit par Le Parisien / Aujourd'hui en France, le lycée se classe 21e place au niveau départemental, sur 26 établissements, en 2025 (chiffres de 2024), obtenant une note de 11,06 sur 20 reposant sur « le nombre de spécialités disponibles dans ce lycée, son taux de réussite, le taux de mentions, la diversité du profil social des élèves de lycée ou encore sa valeur ajoutée », tout en indiquant s'appuyer en partie sur les indicateurs IVAL.